# Sueus (term)
Sueus (term) är ett fornnordiskt ord, alternativt namn. Ordet finns bland annat inristat på Kylverstenen. Ordet har ingen säkerställd betydelse. En teori är att ordet är en gammal variant av ordet Suevi, folket och försvarsförbundet kring Östersjön (jämför Tacitus som omnämner dessa på latin som "Suionum hinc cividades"). En annan teori är att ordet skulle ses som magiskt, då ordet är ett palindrom. Denna teori förstärks bland annat av att den först och sista bokstaven, när ordet skrivs på Kylverstenen, skrivs spegelvänt mot varandra.